# Вязники (Самарская область)
Вязники — посёлок в Кинель-Черкасском районе Самарской области. Входит в состав сельского поселения Ерзовка.

## История
В 1973 г. Указом Президиума ВС РСФСР посёлок отделения № 1 совхоза «Рабочий» переименован в Вязники.

## Население
| 2010 |
| ---- |
| 213  |